# Devin Green
Devin Darrell Green (Columbus, Ohio, 25 de octubre de 1982) es un jugador de baloncesto estadounidense que se encuentra sin equipo. Con 2,01 metros de estatura, juega en la posición de alero.

## Trayectoria deportiva

### Universidad
Jugó cuatro temporadas con los Pirates de la Universidad de Hampton, en las que promedió 14,3 puntos, 6,2 rebotes y 2,2 asistencias por partido. En su primera temporada fue elegido rookie del año, y en las dos últimas fue incluido en el mejor quinteto de la Mid-Eastern Athletic Conference.

### Profesional
Tras no ser elegido en el Draft de la NBA de 2005, fichó por Los Angeles Lakers, con los que jugó 27 partidos en los que promedió 0,9 puntos. Terminó la temporada en el equipo afiliado de la NBA D-League de Los Angeles D-Fenders, donde fue uno de los mejores jugadores, promediando 19,5 puntos y 4,8 rebotes por partido.
En 2006 fichó por el Köln 99ers de la Basketball Bundesliga, con los que ganó la Copa de Alemania, y acabó promediando 10,5 puntos por partido.
Regresó a los D-Fenders en 2007, donde promedió 16,4 puntos y 6,4 rebotes por partido, iniciando al año siguiente un recorrido por diferentes clubes de siete países y tres continentes diferentes, llegando en 2013 en el Spirou Basket Club de la liga belga, donde promedió en su primera temporada 14,4 puntos por partido.
[actualizar]

## Estadísticas de su carrera en la NBA

### Temporada regular
| Año     | Equipo      | PJ | PT | MPP | %TC  | %3P  | %TL  | RPP | APP | ROB | TPP | PPP |
| ------- | ----------- | -- | -- | --- | ---- | ---- | ---- | --- | --- | --- | --- | --- |
| 2005–06 | L.A. Lakers | 27 | 0  | 5,0 | ,214 | ,000 | ,619 | ,9  | ,3  | ,1  | ,0  | ,9  |
| Total   | Total       | 27 | 0  | 5,0 | ,214 | ,000 | ,619 | ,9  | ,3  | ,1  | ,0  | ,9  |